# Sierra de Ávila
La sierra de Ávila es una sierra española del sistema Central, que tiene su mayor altitud en el cerro de Gorría (1727 m), situado en el extremo NE de la misma, donde tiene lugar el cruce de esta alineación principal, que forma la sierra y que tiene sus relieves más importantes (además de Gorría) en el alto de Las Fuentes (Cabeza Mesá, 1679 metros) y el altiplano de Villanueva con 1637 metros, con otra de menor entidad y dirección E-O que procede del sector de Ávila, con 1576 metros en el Risco del Viso y 1570 metros en el alto de Valdecasa. 
Esta segunda alineación entre cerro de Gorría y Ávila se encuentra drásticamente interrumpida por el valle de Sanchorreja, que la corta en dirección NE a 1300 metros de altitud, quedando desconectados orográficamente la sierra de Ávila y los relieves montañosos de Canto Cachado-Cerro Bajero que, con 1554 metros, constituyen el techo de esta alineación que desciende progresiavamente por Casasola, Duruelo, Martiherrero y La Colilla hasta Ávila, a 1130 metros, trazando el perfil topográfico del borde norte del valle de Amblés.
Constituye una unidad orográfica bien diferenciada, de casi 1500 km² de extensión. Desde el punto de vista de la geografía humana, la comarca de la Sierra de Ávila pertenece a la Comarca  de Ávila y está formada por una veintena de municipios y entidades locales menores que ocupan el ámbito geológico de la Sierra.

## El Bloque de Martiherrero

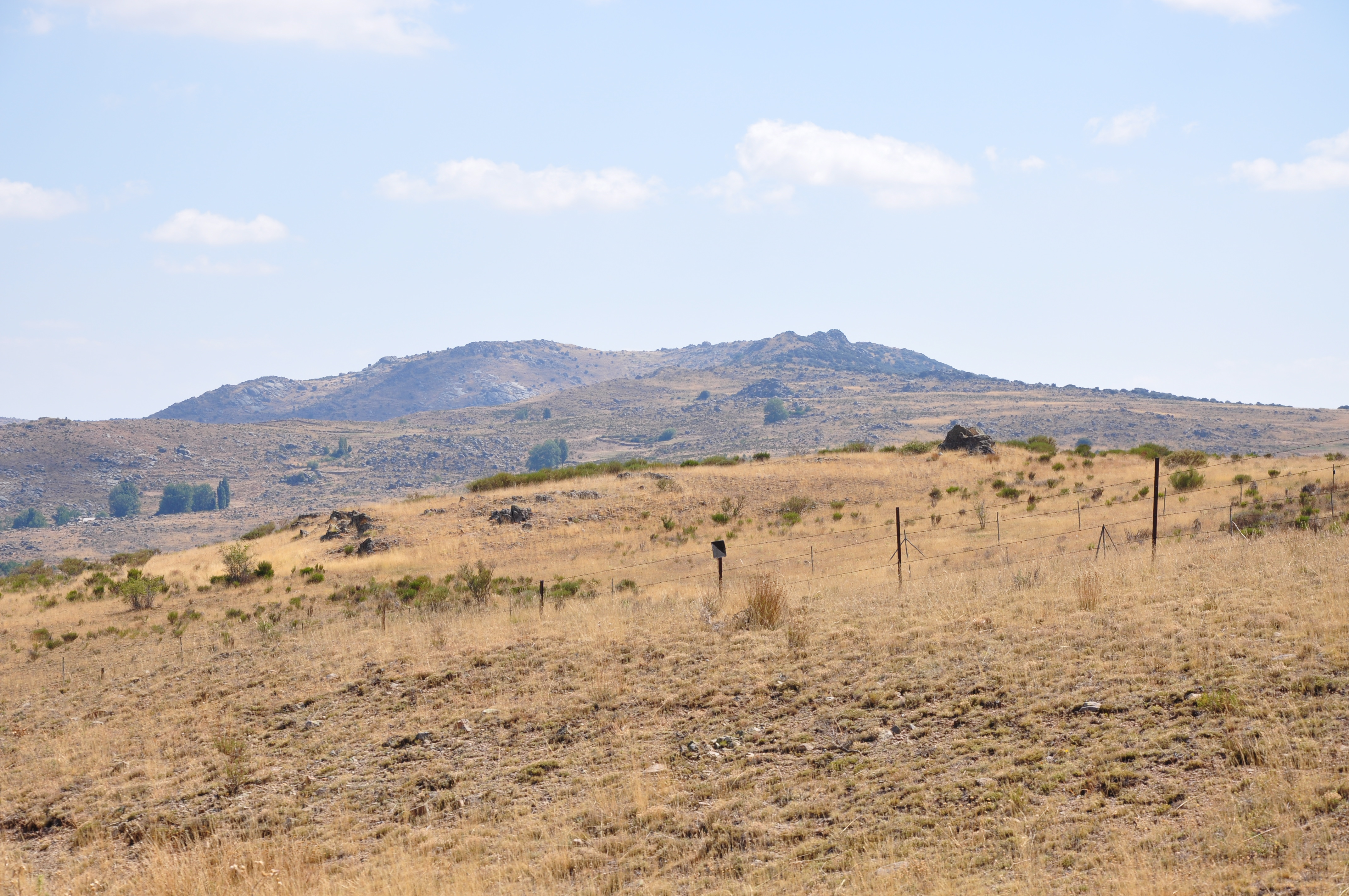
Bloque de Canto Cachado desde el oeste.

Limita al este con el río Adaja y al oeste por la falla de Plasencia, quedando incluido en el sector suroeste del mismo, el relieve de Canto Cachado. Podemos considerar que el bloque en su conjunto, posee una estructura morfotectónica en graderío en torno al vértice articulador de todo el relieve, que es el horst que forma el cerro de Canto Cachado, siendo correcto considerar que los escalones tectónicos pueden interpretarse como limitadores de dovelas o semi horst estructurados por las fallas NNE y ONO, interpretación que viene apoyada por los cambios de ritmo de los distintos escalones, siendo más pendientes y con taludes más netos y significativos, cuanto más se aproximan al relieve principal de Canto Cachado, en una estructura típica de elevación progresiva o descenso progresivo de pequeños bloques.
La morfología en rampa se pone de manifiesto como un relieve granítico de resistencia generado por la degradación diferencial de la superficie fundamental a lo largo de su evolución compleja. Atendiendo a su tipificación morfológica podemos discriminar los siguientes sectores: Zona de La Colilla a Canto Cachado dominado por los diques de pórfido; zona de Martiherrero, de grandes afloramientos masivos; zona de la superficie fundamental, depresiones y morfología residual; y valle del río Adaja.

## Elhorstde la sierra de Ávila

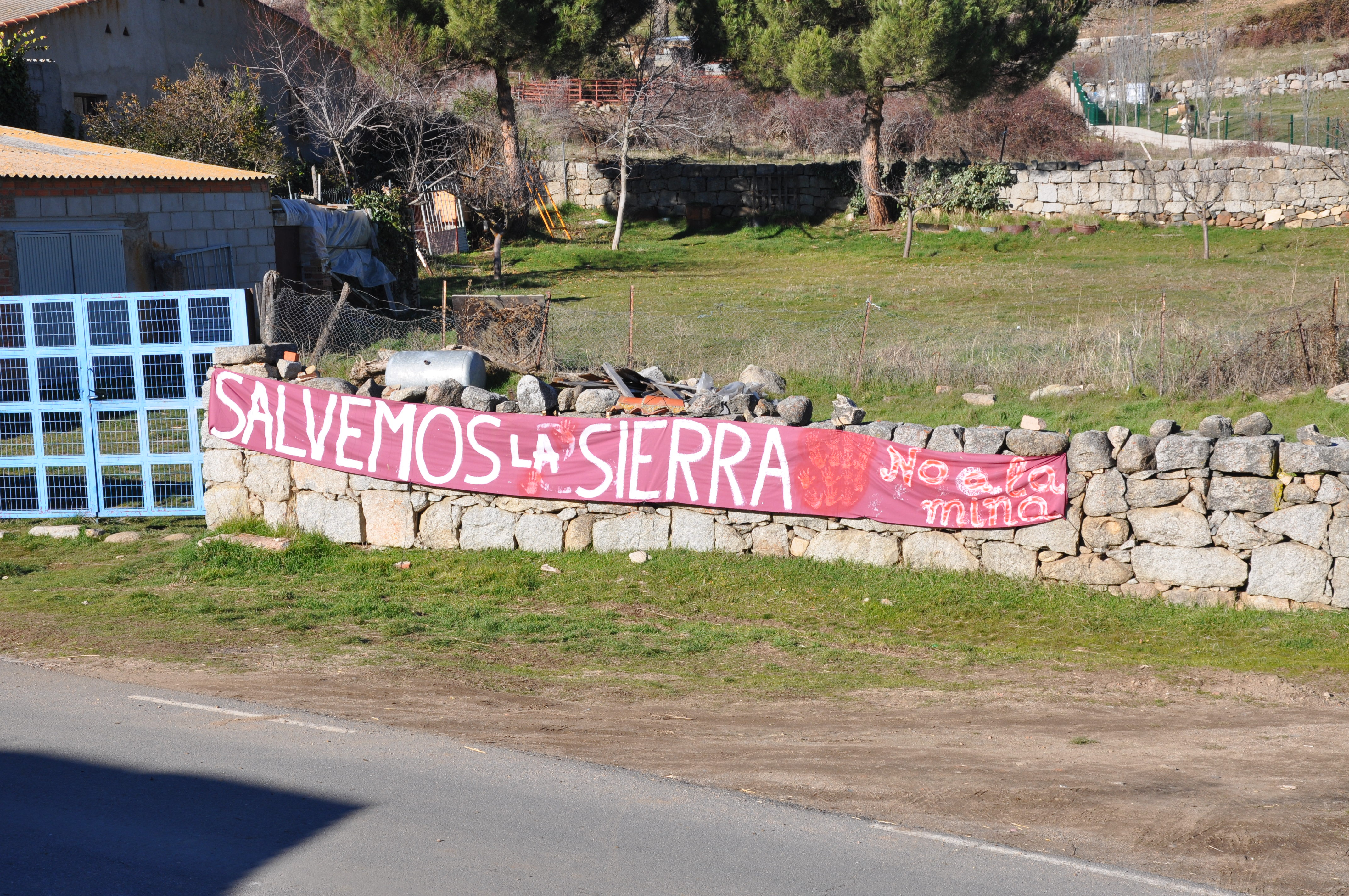
Cartel contra la mina de feldespatos en Sanchorreja.

El horst de la sierra de Ávila es la unidad morfoestructural que a modo de dorsal organiza las otras unidades fundamentales del Bloque cristalino de Ávila, interponiéndose como gran diagonal en sentido NE entre la rampa de Mirueña que queda al noroeste, y el bloque de Martiherrero y la fosa del Amblés, que quedan al sureste, de estas dos últimas, desconectado por la falla de Plasencia. Es un horst limitado por dos grandes fallas, la de Muñico al NO y la de Plasencia al SE.
La estructura de horst empieza a evidenciarse cuando a través de la falla de Muñico los bloques menores son llevados a posiciones deprimidas por distensión, formando incluso la depresión tectónica de Muñico, mientras que en el sector más occidental entre Vadillo de la Sierra y Villanueva del Campillo la falla no se evidencia, interpretádola como posible, a través del escalón tectónico puesto en resalte con probabilidad por la erosión diferencial y que enlaza topográficamente con la rampa de Mirueña a la altitud de 1450 metros. Por lo tanto el horst de la sierra de Ávila en este sector de Villanueva enlaza directamente con la rampa de Mirueña a través de un pequeño escalón estructural, no así en su dirección hacia el NE donde cada vez se destaca más netamente de la rampa con diferencias de hasta 369 metros de salto al Se de Pasarilla del Rebollar en el macizo de cerro de Gorría. El límite NE del horst, con la Rampa de Altamiros, se resuelve con el ascenso en graderío de este trazado sobre fallas y fracturas del sistema ONO que secciona la estructura domática del macizo y que tienen el cambio importante de pendiente, definidor de la rampa y del horst, en torno a los 1260 metros de altitud.

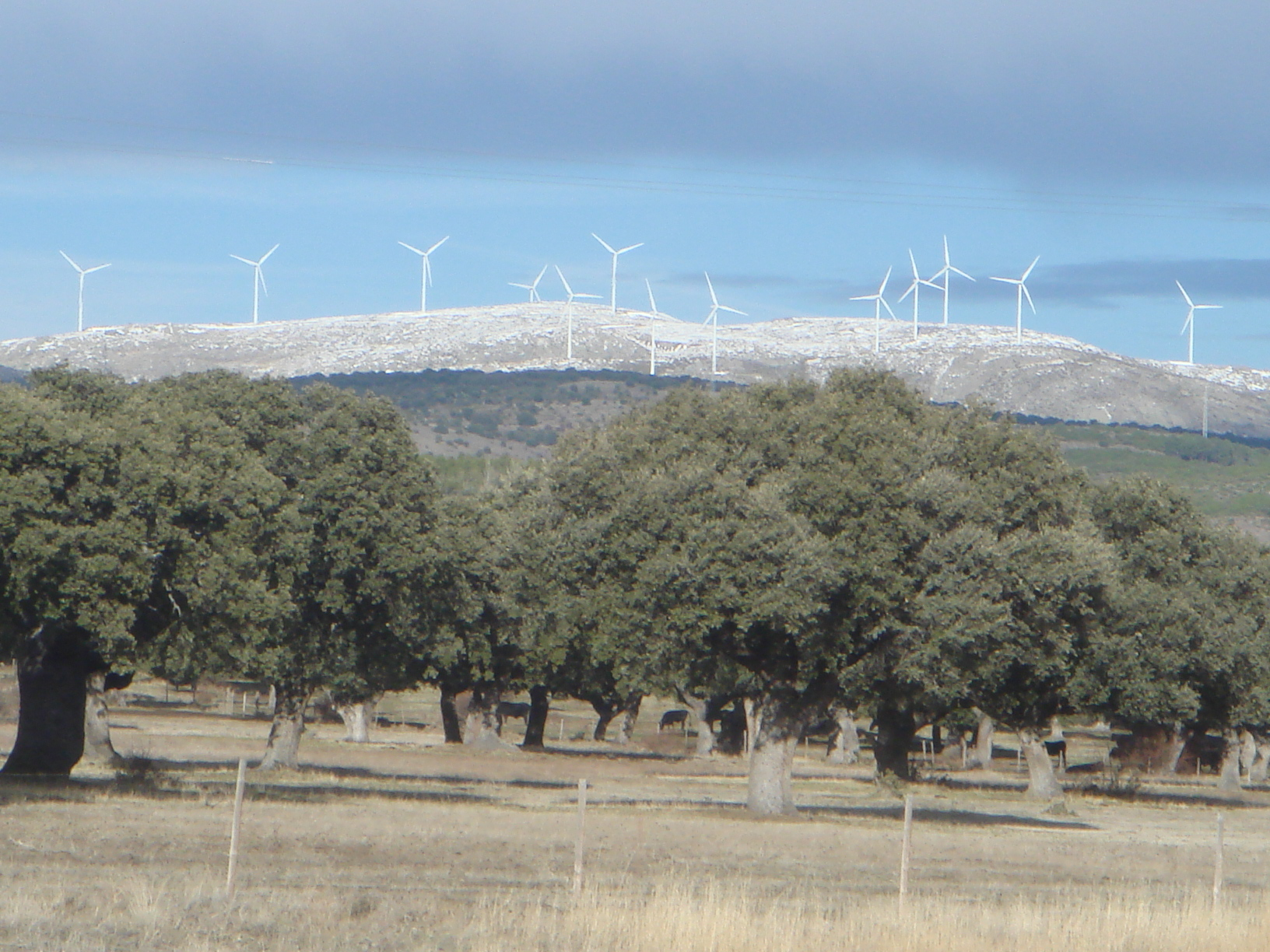
Cerro de Gorría desde la Dehesa de Villagarcía.

El límite SE está dirigido por la falla de Plasencia que genera a lo largo de la base de toda la vertiente (formada a expensas de este flanco levantado del horst) una zona deprimida, que desconecta a esta unidad sucesivamente de la fosa del Amblés, del Bloque Basculado de Sanchicorto y del Bloque de Martiherrero, de este último, a través de la depresión de Sanchorreja. Forma esta vertiente en su conjunto un perfil tendido con tres sectores altitudinales diferenciados, el superior cóncavo en el sector de Cabeza Mesá y convexo en cerro de Gorría y Las Fuentes, pero siempre con pendientes entre 20 y 40 % que sse sitúa entre los 1440 m y los 1640; un tramo intermedio ligeramente convexo hasta los 1250 m con pendientes medias de 10-13,5 % y el perfil inferior claramente convexo con pendientes hasta el 20 %. El mayor desnivel visible del horst es de 500 m y se destaca del Valle de Amblés entre Amavida (1180 m) y Cabeza Mesá (1679 m). Es una vertiente generada sobre el labio superior de la falla de Plasencia, reactivada por la elevación del horst.
Este horst de la sierra de Ávila puede descomponerse, para un mejor tratamiento morfotectónico, en tres subunidades que hemos denominado de SO a NE: Altiplano de Villanueva, macizo de las Fuentes y macizo del cerro de Gorria; todos ellos presentan una superficie de cumbres entre 1600-1620 m sobre granodioritas superándose esta altitud exclusivamente en los coronados por diques.

### El altiplano de Villanueva
Se sitúa en una superficie adaptada a la estructura granítica en torno a los 1500 m de altitud, perfilada y destacada netamente, por el sur, del puerto de Villatoro y del Valle de Amblés, por el escarpe de la falla de Plasencia, mencionado ya como ese flanco general del horst; y al oeste del puerto por el escarpe de falla del Valle del Corneja. Su configuración suavemente alomada se eleva hasta los 1637 m formando un gran casquete abovedado de los granitos. Enlaza hacia el norte con la Rampa de Mirueña a través de un pequeño escalón tectónico. La tipificación morfológica se reduce a formas graníticas abovedadas en la zona de cumbres y formas en tors en la vertiente de Villatoro.

### El macizo de Las Fuentes

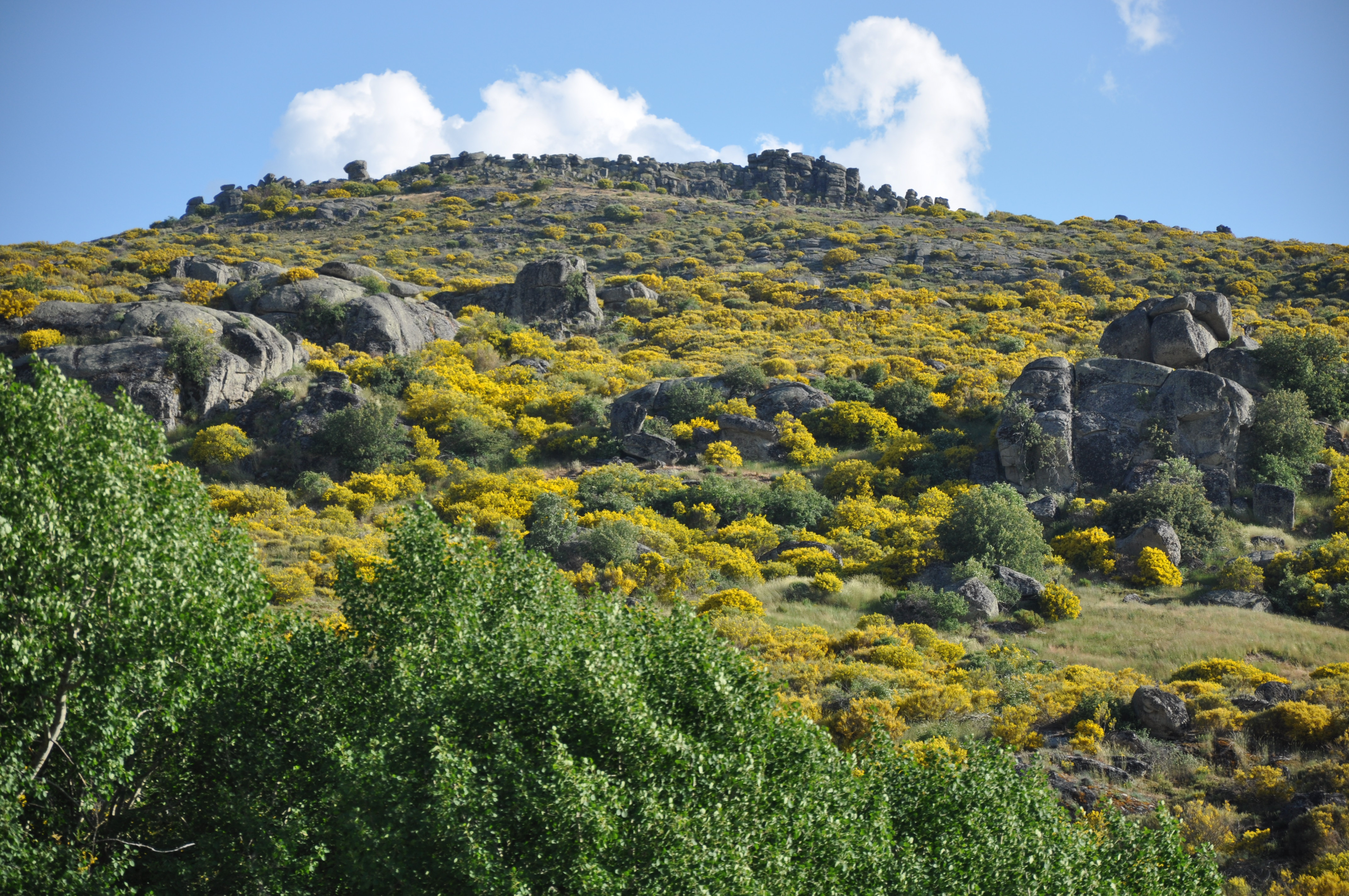
Alto de las Fuentes en primavera.

Queda individualizado morfológicamente del sector de Villanueva por una fractura del sistema NO donde se ha encajado el collado de Vadillo (1500 m) y por la falla de Muñogalindo- San Juan respecto al sector del cerro de Gorría por el entallamiento del collado de las Cárcavas (1462 m). Presenta una superficie culminante en torno a los 1600 m, representada exclusivamente por formas de resistencia sobre las rocas graníticas, teniendo su techo en la zona central, en Cabeza Mesá, 1679 m sobre diques.

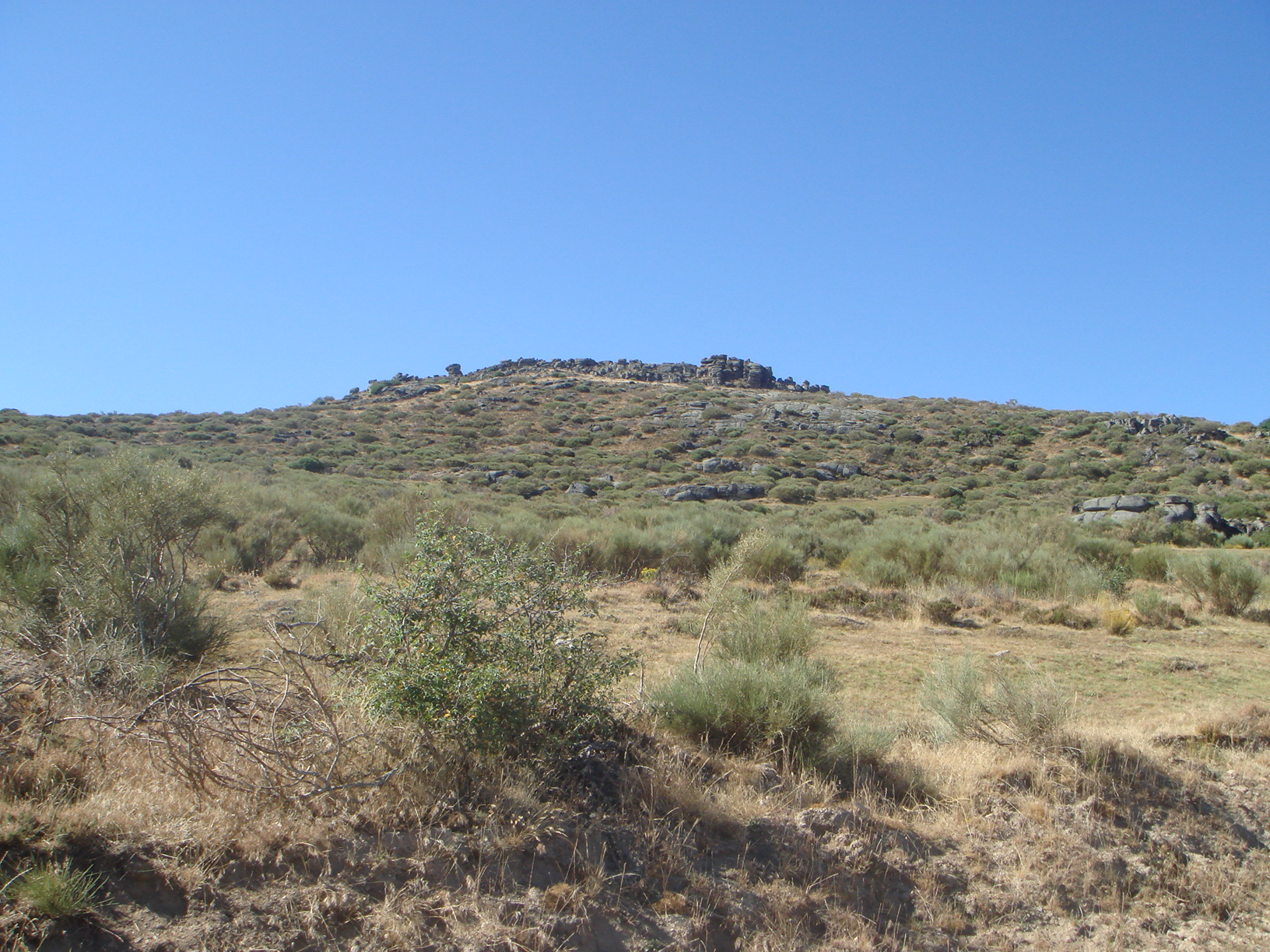
Genista cinerascens en el Alto de las Fuentes (1624 m), vertiente norte.

Toda su estructura granítica es domática encontrándose muy incidido y diseccionado por la red hidrográfica que ha puesto de manifiesto fracturas principalmente de los sistemas NO y ONO. A pesar de su pesadez de formas graníticas es claramente diferenciable la disimetría de ambas vertientes, la SE hacia el Valle de Amblés, labrada sobre el frente de ese gran bloque basculado por la falla de Plasencia es, en el tramo superior de fuerte pendiente 20-40 % con perfil cóncavo y sujeto a fuerte erosión que ha hecho retroceder la vertiente hasta generar una línea de cumbres estrecha, mientras la NO, desarrollada sobre el "dorso" de ese gran bloque, se adapta a las líneas estructurales domáticas y genera una vertiente tendida con perfil convexo y pendientes del 15 % que aumentan hacia la base del horst en la falla de Vadillo-San Juan (prolongación occidental de la de Muñico) que marca el enlace con la rampa de Mirueña. Las formas graníticas presentan morfología compleja en ambas vertientes, caracterizadas por su disimetría.

### El macizo del cerro de Gorría

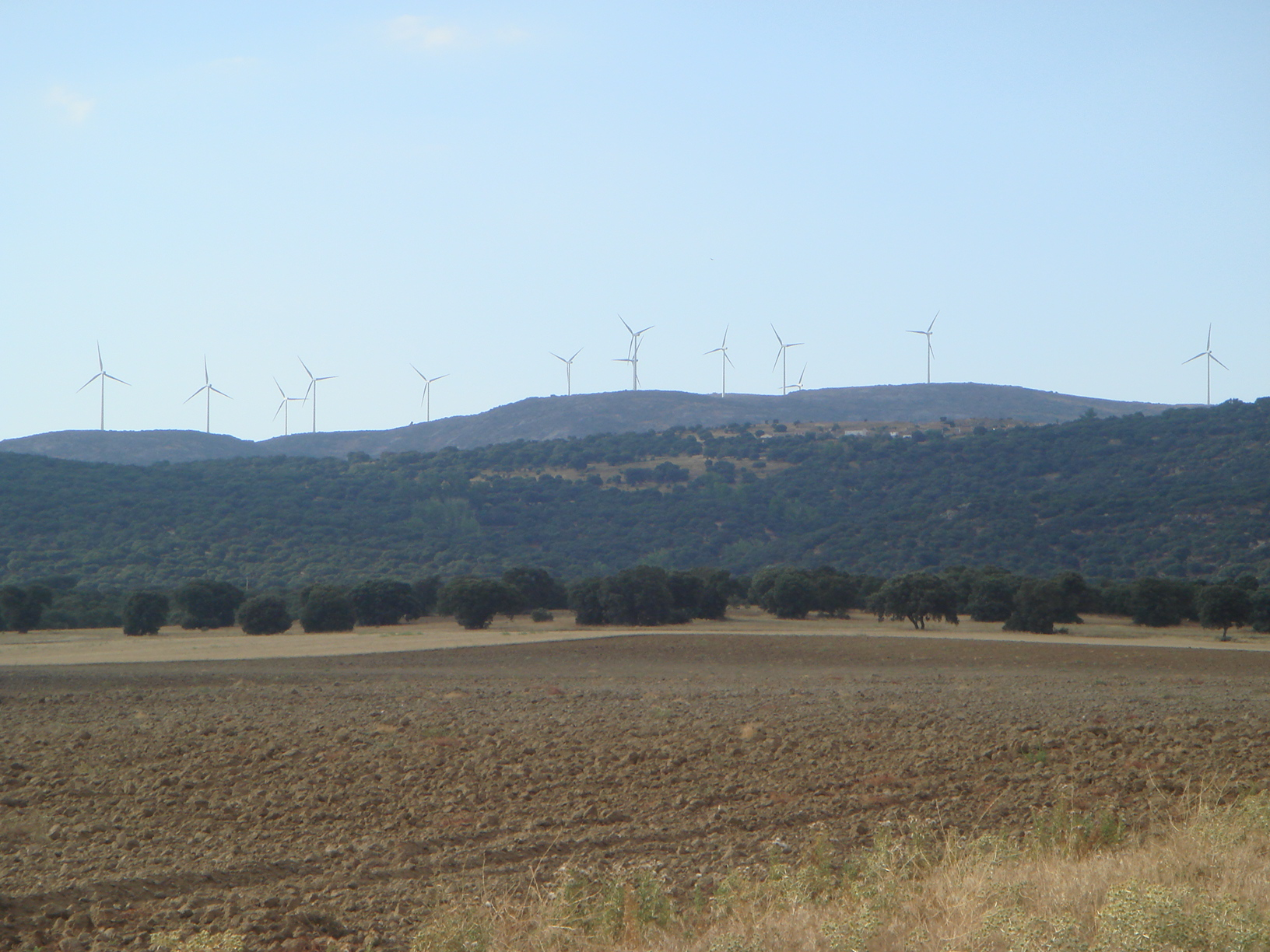
Parque eólico del cerro de Gorría, visto desde el Valle de Amblés.

Es el relieve más importantes del horst de la sierra de Ávila, se destaca netamnte (350-400 m) de la Rampa de Altamiros que queda al norte, de la de Sanchicorto que queda al SE, e incluso de la línea de cumbres del macizo de las Fuentes (dentro del horst) dado que el collado de las Cárcavas, límite entre ambos macizos, es el sector más estrecho de toda la sierra, producido por el cruce de dos accidentes tectónicos, la falla de Muñogalindo-San Juan del sistema ONO y una fractura del sistema NNO a NO a través de la cual, los barrancos de ambas vertientes han disecado prácticamente el macizo por acción remontante. Tiene este relieve una forma pesada, adaptada a la estructura domática que domina toda su morfología, y puede inscribirse en un casquete esférico de 2,00 km de radio incidido de forma radial por profundos barrancos explotando líneas de fractura de los sistemas ONO y NNO a NO.

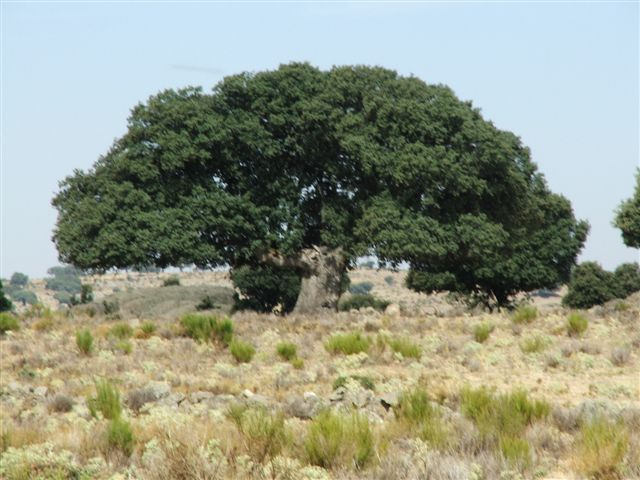
Encina centenaria en la sierra de Ávila.

Es preciso distinguir este núcleo central del macizo, dada la aparente organización en tres direcciones, una hacia el oeste que alarga el relieve hasta formas la serreta de "La Ladera" entre el valle de fractura de Valdecasa y Pasarilla del Rebollar, otra hacia el este que forma el relieve de la Serreta que culmna en "El Risco del Viso" mirando a la depresión de Sanchorreja, y una tercera, la propia dorsal en su sector más estrecho del horst hacia el sector del Las Fuentes en dirección SO; todos ellos son relieves de resistencia limitados por líneas de fractura, y adaptado a las condiciones mecánicas de los diques de pórfido, que las coronan, y de su comportamiento diferencial respecto a las rocas granodioríticas. El propio sector central del cerro de Gorría, que se levanta del nivel general de cumbres del horst (1620 m) hasta los 1710 m está adaptado a la trayectoria de la diques de pórfido del sistema E-O que coronan el macizo, ejerciendo así su presencia más significativa, por efecto del mismo proceso morfogenético diferencial. Todas sus vertientes son generalmente de perfil convexo adaptadas a la estructura domática, presentando pendientes entre el 20 y 35 % que se suavizan hacia la línea de cumbres, con excepción de tres grandes cuencos topográficos, que a modo de valles colgados se han labrado a partir de 1500 m de altitud, desarrollados sobre líneas de fractura y que han desarrollado un perfil cóncavo, con pendeintes del 36 al 40 %.
La sensación de forma pesada se adquiere además por su relación con las rampas adyacentes, puesto que es un horst que se levanta desde el nivel general de las mismas, lo que ha motivado precisamente el ascenso en graderío de éstas, apoyadas o puestas en evidencia por las fracturas preexistentes.
La tipificación morfológica viene dada en la zona de cumbres por la diferente morfología desarrollada sobre las granodioritas y sobre los diques de pórfido, por las formas domáticas en las vertientes, por los valles de fractura y por los valles altos que quedan colgado por morfogénesis periglaciar, provocando unos y otros disimetrías en las respectivas vertientes. 

## Hidrografía

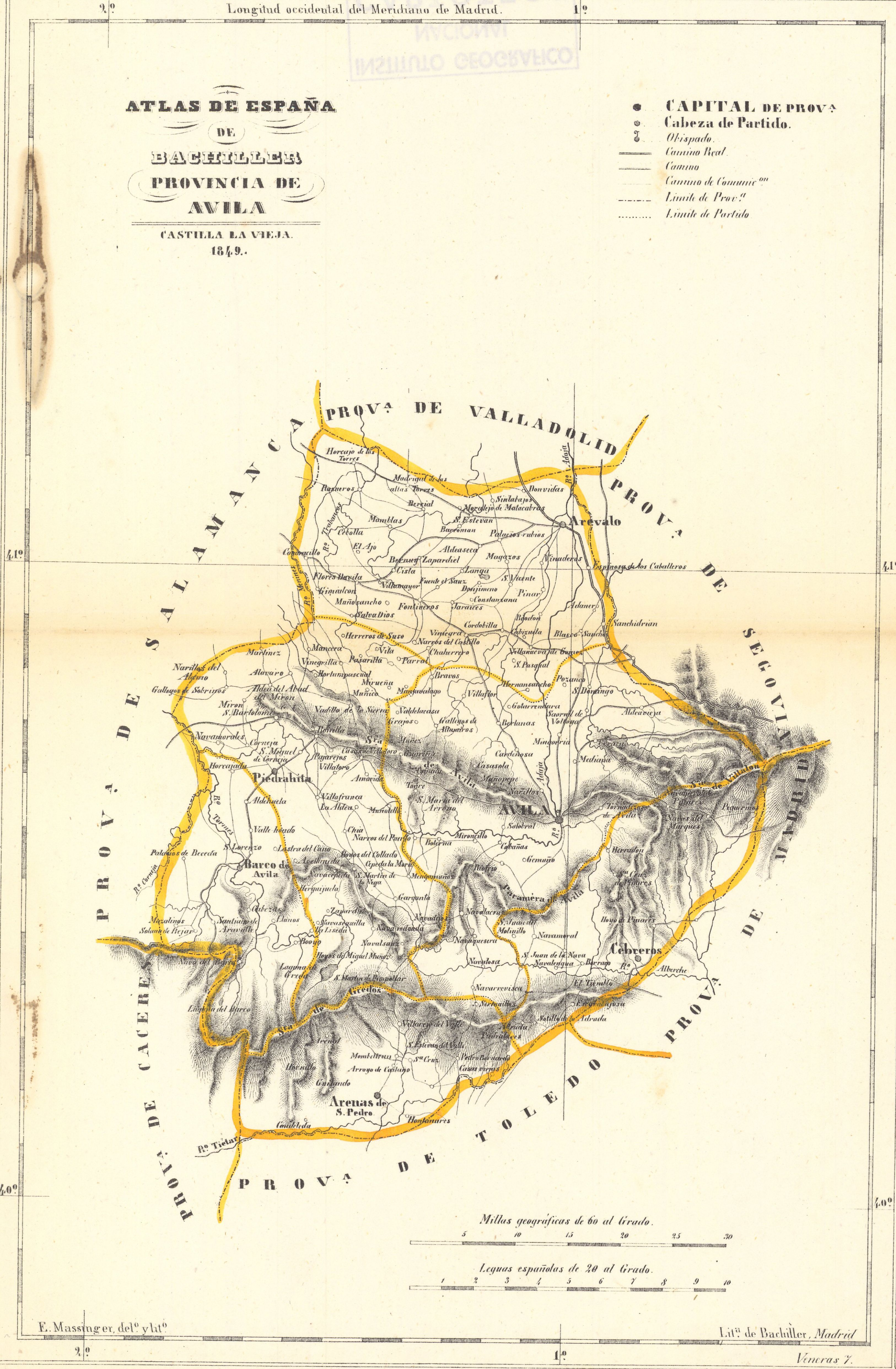
Mapa de Ávila en 1849. Bachiller.

El principal elemento fluvial es el río Adaja, afluente del Duero, que articula el drenaje de este territorio, por una parte vertebra el drenaje del Valle de Amblés y por otra desarrolla su cuenca abierta al Duero al N. de la sierra de Ávila, drenando el sector oriental de la vertiente norte de ésta a través de sus tributarios, el Arevalillo y el Berlanas. Después del Adaja el elemento fluvial más importante es el río Almar que nace en el Santuario de Nuestra Señora de Las Fuentes, término municipal de San Juan del Olmo, (afluente del Tormes, desarrollando su cuenca al N. de la sierra de Ávila y articulando el drenaje del sector occidental de la vertiente N. de la misma; el tributario más importante de este es el Zamplón. Entre la cuenca del Adaja y la del río Almar se sitúan los relieves de Solana de Rioalmar, drenando la vertiente N. de los mismos directamente al Duero a través de sus afluentes el Trabancos y el Zapardiel.

## Vegetación
Los encinares que se localizan en la sierra de Ávila soportan temperaturas medias anuales de solo 10 °C, con heladas frecuentes de octubre a mayo y mínimas por debajo de -10 °C en invierno. En verano deben soportar temperaturas máximas absolutas por encima de 34 °C y todo ello con una precipitación media anual que no supera los 400 mm.
Su cortejo es muy pobre, siendo especies características de estos encinares las estepas (Cistus laurifolius), la chujarra (Halimium umbellatum), la mejorana (Thymus mastichina), el cantueso (Lavandula stoechas subsp. pedunculata), el berceo (Stipa gigantea) o la botonera (Santolina rosmarinifolia). A veces aparecen majuelos en los claros del bosque y peonías o matagallinas (Paeonia broteri) bajo los rodales más umbrosos, donde los suelos están menos alterados.

## Parques eólicos

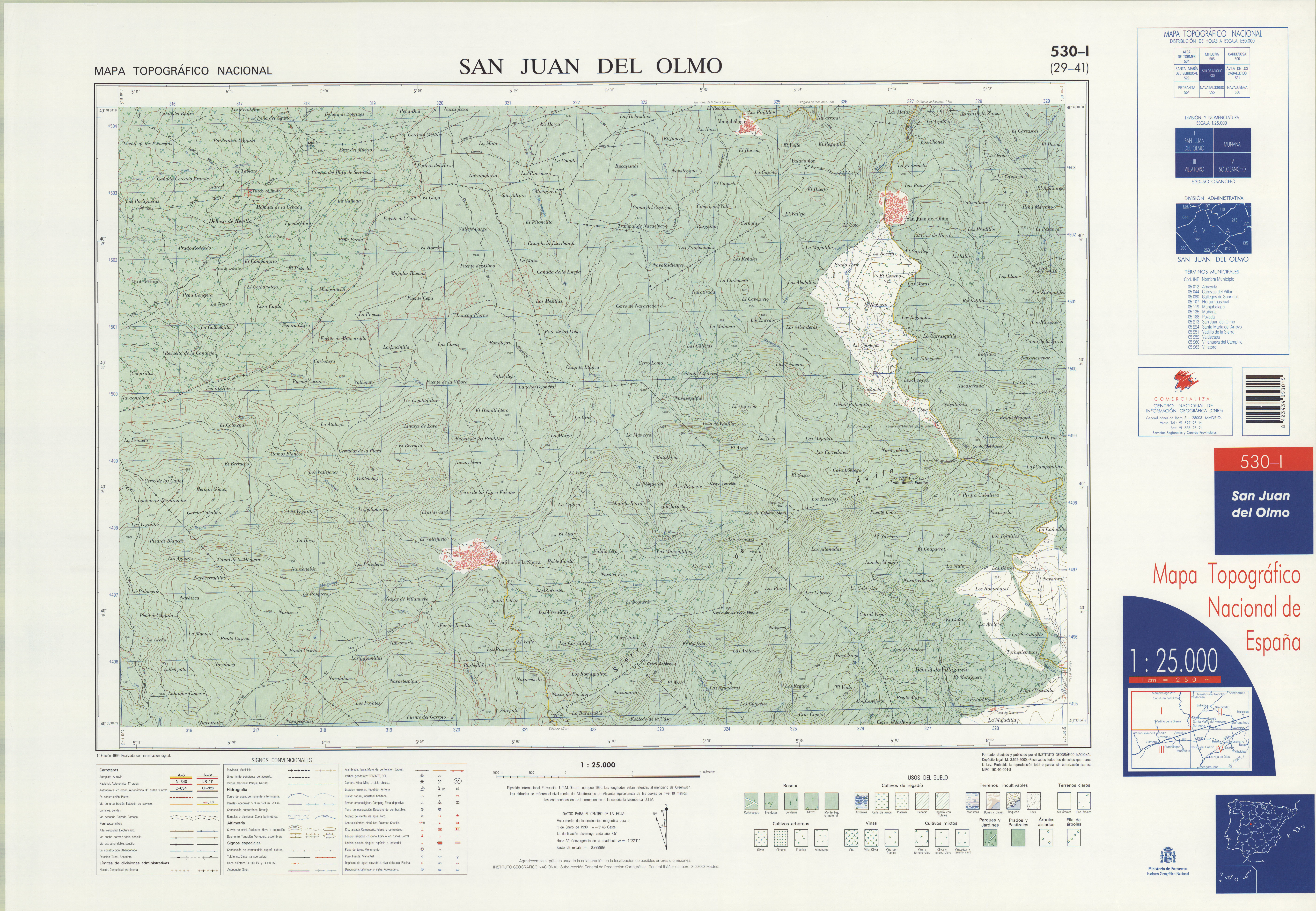
Fragmento 0530c1 del Mapa Topográfico Nacional de España del año 1999 a escala 1:25000 impreso y escaneado a 250 ppp. Se representa San Juan del Olmo.

Durante el año 2009 se han venido construyendo varios parques eólicos (4) que modificarán para siempre el perfil de esta sierra: El Parque Eólico Cabeza Mesá, en San Juan del Olmo y Vadillo de la Sierra de SINAE, Energía y Medio Ambiente S.A. de 24 420 kW; el Parque Eólico Colladillo en Valdecasa y Narrillos del Rebollar de SINAE, Energía y Medio Ambiente S.A. de 24 420 kW; el Parque Eólico el Rincón en San Juan del Olmo y Balbarda de SINAE, Energía y Medio Ambiente, S.A. de 24 420 kW; Prado Redondo en Villanueva del Campillo y Villatoro de GAMESA ENERGÍA, S.A. de 42 500 kW.

## Enlaces
- Wikimedia Commons alberga una categoría multimedia sobre Sierra de Ávila.
- Sierra de Ávila y mis montañas
- Del Corneja al Amblés en bicicleta
- Sierra de Ávila en Montipedia

- Datos: Q7511701
- Multimedia: Sierra de Ávila / Q7511701